# Paul Broadnax
Paul Leo Broadnax Jr. (* 27. Januar 1926 in Cambridge (Massachusetts); † 1. August 2018 in Lasell Village, Auburndale) war ein US-amerikanischer Jazzmusiker (Gesang, Piano, auch Saxophon).

## Leben und Wirken
Broadnax stammte aus einer musikalischen Familie; sein Onkel Joe Lee war Stride-Pianist und seine Eltern klassische ausgebildete Sänger. Er studierte Ingenieurswesen an der Wentworth und der Northeastern University. Im Zweiten Weltkrieg diente er bei den United States Army Air Forces, in dieser Zeit spielte er mit dem Pianisten Donn Trenner. Nach Kriegsende arbeitete er als Ingenieur bei Raytheon bis zu seinem Ruhestand im Jahr 1970. Daneben trat er schon früh als Musiker auf; 1946 spielte er mit dem Baritonsaxophonisten Joe Perry, dem Bruder des Jazzgeigers Ray Perry. Ende der 1940er-Jahre hatte Broadnax ein eigenes Trio, mit dem er auch in der USO-Truppenunterhaltung in Roxbury, Massachusetts auftrat.
Er arrangierte für die Band von Sabby Lewis; freischaffend arbeitete er in den 1950er Jahren mit den Bands von Tom Kennedy und Buster Daniels. Mitte der 1960er Jahre nahm er in Triobesetzung (mit Champ Jones, Bass und Tony Sarni, Schlagzeug) sein Debütalbum Introducing Paul Broadnax auf, das auf dem lokalen Label Fleetwood erschien. In den 1980er Jahren leitete er ein Trio mit Dave Trefethen und Les Harris, Jr. Ab den 1990er-Jahren arbeitete er außerdem mit Jeanne Lee, zu hören auf deren Album Natural Affinities, auf dem die beiden den Standard „I Thought About You“ interpretierten. In den folgenden Jahren spielte er außerdem mit der Vokalistin Monica Hatch, Greg Abate (It’s Christmas Time, 1994 u. a. mit Herb Pomeroy), Wendee Glick (Baby, I’m Fine, 2002, u. a. mit Ken Peplowski) und mit der Ken Hadley Big Band. 1995 entstand Broadnax’ Album Here’s to Joe: Tribute to Joe Williams. Im Bereich des Jazz war er zwischen 1966 und 2005 an elf Aufnahmesessions beteiligt.
Seine musikalischen Vorbilder waren Nat King Cole und Lester Young; stilistisch orientierte sich sein Gesang an Joe Williams, Johnny Hartman und Earl Coleman.

## Diskographische Hinweise
- It’s About Time (Brownstone Recordings, 1994)
- The Paul Broadnax Quartet Featuring Fred Haas: Strike Up the Band (1998), mit Dave Trefethen (git), Peter Kontrimas (kb)
- Friends (2002), mit Fred Haas (ts), Donn Trenner (p), Dave Trefethen (git), Peter Kontrimas (kb,) Les Harris, Jr. (dr)
- Live at Indian Hill Music (2005), mit Fred Haas, Dave Trefethen, Peter Kontrimas, Les Harris, Jr.